# Ammotrechidae
Famille
Les Ammotrechidae sont une famille de solifuges.
Cette famille comprend 23 genres actuels et près de 100 espèces.

## Distribution
Les espèces de cette famille se rencontrent en Amérique du Sud, en Amérique centrale, dans le Sud de l'Amérique du Nord, aux Antilles et au Cap-Vert.

## Liste des genres
Selon Solifuges of the World (version 1.0) :
- Ammotrechinae Roewer, 1934
  - Ammotrecha Banks, 1900
  - Ammotrechella Roewer, 1934
  - Ammotrechesta Roewer, 1934
  - Ammotrechinus Roewer, 1934
  - Ammotrechula Roewer, 1934
  - Antillotrecha Armas, 1994
  - Campostrecha Mello Leitao, 1937
  - Dasycleobis Mello Leitao, 1940
  - Neocleobis Roewer, 1934
  - Pseudocleobis Pocock, 1900
- Mortolinae Mello-Leitao, 1938
  - Mortola Mello Leitao, 1938
- Nothopuginae Maury, 1976
  - Nothopuga Maury, 1976
- Oltacolinae Rower, 1934
  - Oltacola Roewer, 1934
- Saronominae Roewer, 1934
  - Branchia Muma, 1951
  - Chinchippus Chamberlin, 1920
  - Innesa Roewer, 1934
  - Procleobis Kraepelin, 1899
  - Saronomus Kraepelin, 1900
- sous-famille indéterminée
  - Chileotrecha Maury, 1987
  - Eutrecha Maury, 1982
  - Xenotrecha Maury, 1982
  - † Happlodontus Poinar & Santiago-Blay, 1989 fossile du Miocène

et décrits depuis :
- Cuyanopuga Iuri, 2021
- Titanopuga Iuri, 2021

## Systématique et taxinomie
Cette famille a été décrite par Roewer en 1934.

## Publication originale
- Roewer, 1934 : « Solifuga. » Dr. H.G. Bronn's Klassen und Ordnungen des Thier-Reichs, wissenschaftlich dargestellt in Wort und Bild, Fünfter Band: Arthropoda; IV. Abeitlung: Arachnoidea und kleinere, ihnen nahegestellte Gruppen, 4 Buch: Solifuga, Palpigrada, Akademische Verlagsgesellschaft M. B. H., Leipzig, vol. 4, p. 481-723 (texte intégral).